# آلزت
آلزت (به لاتین: Alzette) یک رود در لوکزامبورگ است.